# 文英乡
文英乡，是中华人民共和国江西省赣州市崇义县下辖的其中一个乡镇级行政单位。

## 行政区划
文英乡下辖以下地区：
文英村、上塔村、古选村、水头村和茅花村。